# Toaplan
Toaplan je bio proizvođač igrica iz Japana. Pravili su platforme i pucačke igrice, do bankrota 1994.
Igrice te kompanije je teško naći posebno, pa su udružene u MAME emulatore.